# Comuna Konarzyny
Comuna Konarzyny (poloneză gmina Konarzyny) este o comună rurală din powiat-ul chojnicki, voievodatul Pomerania, din partea septentrională a Poloniei. Sediul administrativ este satul Konarzyny. Conform datelor din 2006 comuna avea 2.143 de locuitori. Întreaga suprafață a comunei Konarzyny este 104,27 km².
În comuna sunt 6 sołectwo-uri: Ciecholewy, Kiełpin, Konarzyny, Zielona Chocina, Zielona Huta și Żychce. Comuna învecinează cu o comună a powiat-ului chojnicki (Chojnice), o comună a powiat-ului bytowski (Lipnica) și două comune ale powiat-ului człuchowski (Człuchów și Przechlewo).
Înainte de reforma administrativă a Poloniei din 1999, comuna Czersk a aparținut voievodatului Słupsk.